# Gujana na Letnich Igrzyskach Olimpijskich 1992
Gujanę na Letnich Igrzyskach Olimpijskich 1992 reprezentowało 6 zawodników, 5 mężczyzn i 1 kobieta.

## Skład kadry

### Boks

#### Mężczyźni
| Zawodnik     | Konkurencja          | 1/16 finału                        | 1/8 finału                       | Ćwierćfinały     | Półfinały        | Finał            | Pozycja | Źródło |
| Zawodnik     | Konkurencja          | Przeciwnik Wynik                   | Przeciwnik Wynik                 | Przeciwnik Wynik | Przeciwnik Wynik | Przeciwnik Wynik | Pozycja | Źródło |
| ------------ | -------------------- | ---------------------------------- | -------------------------------- | ---------------- | ---------------- | ---------------- | ------- | ------ |
| Dillon Carew | Waga lekkopółśrednia | R. Romero Wygrana - decyzja (19-4) | M. Leduc Porażka - decyzja (0-5) | NQ               | NQ               | NQ               | 9-16.   | [ 1 ]  |
| Andrew Lewis | Waga półśrednia      | A. Otto Porażka - decyzja (0-5)    | NQ                               | NQ               | NQ               | NQ               | 17-30.  | [ 2 ]  |

### Kolarstwo

#### Konkurencje szosowe

##### Mężczyźni
| Zawodnik        | Konkurencja                             | Czas | Pozycja | Źródło |
| --------------- | --------------------------------------- | ---- | ------- | ------ |
| Aubrey Richmond | Wyścig indywidualny ze startu wspólnego | DNF  | DNF     | [ 3 ]  |

#### Konkurencje torowe

##### Mężczyźni
| Zawodnik        | Konkurencja     | Eliminacje | Eliminacje | Eliminacje | Finał  | Finał  | Finał   | Źródło |
| Zawodnik        | Konkurencja     | Strata     | Punkty     | Pozycja    | Strata | Punkty | Pozycja | Źródło |
| --------------- | --------------- | ---------- | ---------- | ---------- | ------ | ------ | ------- | ------ |
| Aubrey Richmond | Wyścig punktowy | DNF        | DNF        | DNF        | NQ     | NQ     | NQ      | [ 4 ]  |

### Lekkoatletyka

#### Konkurencje biegowe

##### Mężczyźni
| Zawodnik       | Konkurencja | Eliminacje | Eliminacje | Półfinał | Półfinał | Finał | Finał   | Źródło |
| Zawodnik       | Konkurencja | Czas       | Pozycja    | Czas     | Pozycja  | Czas  | Pozycja | Źródło |
| -------------- | ----------- | ---------- | ---------- | -------- | -------- | ----- | ------- | ------ |
| Desmond Hector | 800 m       | 1:51.43    | 6.         | NQ       | NQ       | NQ    | NQ      | [ 5 ]  |

#### Konkurencje techniczne

##### Kobiety
| Zawodnik       | Konkurencja | Eliminacje | Eliminacje | Finał | Finał   | Źródło |
| Zawodnik       | Konkurencja | Wynik      | Pozycja    | Wynik | Pozycja | Źródło |
| -------------- | ----------- | ---------- | ---------- | ----- | ------- | ------ |
| Nancy Fletcher | Skok wzwyż  | 1,79       | 38.        | NQ    | NQ      | [ 6 ]  |

##### Mężczyźni
| Zawodnik   | Konkurencja | Eliminacje | Eliminacje | Finał | Finał   | Źródło |
| Zawodnik   | Konkurencja | Wynik      | Pozycja    | Wynik | Pozycja | Źródło |
| ---------- | ----------- | ---------- | ---------- | ----- | ------- | ------ |
| Mark Mason | Skok w dal  | 7,83 m     | 15.        | NQ    | NQ      | [ 7 ]  |